# 1566
1566 (MDLXVI) fue un año común comenzado en martes del calendario juliano.

## Acontecimientos
- 7 de enero: en Roma, el cardenal Ghislieri es elegido papa con el nombre de Pío V.
- 4 de abril: en España, el rey Felipe II concede a la localidad de Garciaz el título de «Muy Ilustre Villa».
- 10 de junio: en Guatemala, el rey Felipe II le extendió a Santiago de los Caballeros el título de "La muy Noble y muy Leal ciudad de Santiago de los Caballeros de Goathemala".
- 16 de julio: en México es descubierta la conspiración de Martín Cortés.
- 19 de octubre: a la Ciudad de México entra el marqués de Falces, tercer virrey de la Nueva España.
- 17 de noviembre: en España, Felipe II promulga una serie de rigurosas medidas contra los moriscos de Granada que afecta al uso del idioma árabe y a sus costumbres musulmanas.
- 29 de diciembre: en Rostock (Alemania), el astrólogo danés Tycho Brahe (1546-1601) se bate a duelo contra un aristócrata que se burló de su «predicción» astrológica acerca de la futura muerte de Solimán el Magnífico (que ya había muerto el 6 de septiembre).
- España/Países Bajos: presentación del compromiso de Breda. Insurrección en los Países Bajos.
- En Europa comienza a usarse el Padre nuestro como oración.

## Nacimientos
- 2 de enero: Luisa Carvajal y Mendoza, poetisa mística de España (f. 1614).
- 8 de marzo: Carlo Gesualdo, compositor italiano (f. 1613).
- 26 de mayo: Mehmed III, sultán otomano (f. 1603).

## Fallecimientos
- 26 de marzo: Antonio de Cabezón, organista, arpista y compositor español del Renacimiento (n. 1510).
- 25 de abril: Louise Labé, poetisa francesa (n. 1525).
- 1 de julio: Michel de Nostradamus, astrólogo y boticario francés (n. 1503).
- 17 de julio: Bartolomé de las Casas, religioso español (n. 1474).
- 6 de septiembre: Solimán I, sultán otomano entre 1520 y 1566 (n. 1494).
- 27 de septiembre: Marco Girolamo Vida, poeta italiano (n. 1489).
- 18 de noviembre: Francisco de Mendoza y Bobadilla, cardenal español (n. 1508).